# جورج والاس جونز
جورج والاس جونز (بالإنجليزية: George W. Jones)‏ هو دبلوماسي وقاضي وسياسي أمريكي، ولد في 12 أبريل 1804 في فينسينس في الولايات المتحدة، وتوفي في 22 يوليو 1896 في دوبوك في الولايات المتحدة. حزبياً، نشط في الحزب الديمقراطي.

## مناصب
- انتخب سفير.
- انتخب عضو مجلس النواب الأمريكي عن دائرة Michigan Territory's at-large congressional district [الإنجليزية]‏ (4 مارس 1835 – 26 يناير 1837).
- انتخب عضو مجلس النواب الأمريكي عن دائرة Wisconsin Territory's at-large congressional district [الإنجليزية]‏ (26 يناير 1837 – 14 يناير 1839).
- انتخب عضو مجلس الشيوخ الأمريكي.